# Стубазка
Сту́базка (Стубла, Стубелка) — річка в Україні на західному Поліссі, в межаж Здолбунівського, Дубенського та Рівненського районів Рівненської області. Ліва притока Горині (басейн Прип'яті). 

## Опис
Довжина 86 км, сточище — 1 350 км². Долина коритоподібна, завширшки до 4 км, завглибшки до 60 м. Заплава двобічна, завширшки до 0,8—1 км, часто заболочена. Річище звивисте; на значній протяжності випрямлене і зарегульоване; ширина річища у від 5—8 до 20 м, глибина 1,2—1,5 м. Похил річки 1,2 м/км. Споруджено численні руслові ставки та невеликі водосховища. 

## Розташування
Стубазка бере початок на північних схилах Мізоцького кряжу, в західній частині села Білашів. Спершу тече за схід, при південно-східній околиця Мізоча круто повертає на північний захід, у середній течії тече на північ, у пониззі — на північни схід і (частково) схід. Впадає до Горині біля південної околиці села Жобрин. 
Основні притоки: Борисівка, Розинка, Козин, Сухівський, Путилівка (ліві); Гнилушка (Стубелка), Устя (праві). 
Над річкою розташовані смт Мізоч і Клевань.